# Правище
 Тази статия е за селото в България.  За града в Република Гърция вижте Правища.  
Правище е село в Южна България. То се намира в община Съединение, област Пловдив.

## География
с. Правище се намира в Южно-Централен регион на Република България. Разстоянието до областния град Пловдив е 26 км, а до София 108 км.

## Културни и природни забележителности
В селото е изграден 5-метров паметник, облицован с дебел бял мрамор и фронтално вградена мемориална плоча с вписани имената на партизани паднали жертви в бой за родината си. В центъра на Правище се намира още читалище „Светлина“, където се помещава библиотеката, а самото читалище организира повечето от културните мероприятия.
В селото има 3 язовира. Големият язовир е най-посещаем.

## Редовни събития
Ежегодно се организира събор. Организират се и Лазаровден и Куда.